# Tłumaczówek
Tłumaczówek (niem. Klein Tuntschendorf, cz. Malý Tlumačov) – przysiółek wsi Tłumaczów w Polsce, położony w województwie dolnośląskim, w powiecie kłodzkim, w gminie Radków.
W latach 1975–1998 przysiółek administracyjnie należał do województwa wałbrzyskiego.

## Położenie
Tłumaczówek to niewielka osada Tłumaczowa leżąca nad dolnym biegiem Sosnovskégo Potoka, w północno-zachodniej części Kotliny Kłodzkiej, na granicy Gór Suchych i Doliny Ścinawki, przy granicy z Czechami, na wysokości około 370–400 m n.p.m.

## Historia
Tłumaczówek powstał pod koniec XVIII lub na początku XIX wieku jako kolonia Tłumaczowa. W XIX wieku był tu folwark i młyn wodny. Po 1945 roku Tłumaczówek, po przerwaniu związków z leżącym po drugiej stronie granicy Šosnovem, częściowo wyludnił się; obecnie jest tu tylko kilka domów.